# Pilar Ribeiro
Maria do Pilar Baptista Ribeiro (Lisboa, 5 de octubre de 1911-Cascaes, 28 de marzo de 2011), conocida como Pilar Ribeiro, fue una matemática portuguesa, fundadora de la Sociedad Portuguesa Matemática (SPM) y también de la Gazeta Matemática.

## Biografía
Maria do Pilar Baptista Ribeiro nació en Lisboa, el 5 de octubre de 1911, era hija de Luísa Loureiro Peres y de Joaquim Rodrigues Carreira. Se licenció en Matemáticas en la Facultad de Ciencias de la Universidad de Lisboa en 1933; una época en la que no era frecuente que las mujeres estudiaran una asignatura de este tipo. Un año después, se casó con el matemático Hugo Baptista Ribeiro (1910-1988), a quien había conocido durante el curso académico. La pareja compartía la oposición a la dictadura establecida del Estado Nuevo y participaba en las actividades del Partido Comunista Portugués. Tras licenciarse enseñó matemáticas en Lisboa y asistió a los seminarios impartidos por el matemático António Aniceto Monteiro.Como miembro fundador de la Sociedad Portuguesa de Matemáticas, junto con Bento de Jesus Caraça, ocupó el cargo de Primera Secretaria en el bienio 1941/1942. Volvió a ocupar ese mismo cargo en 1946/1947. La Gaceta Matemática, publicación de la Sociedad, desempeñó un papel importante en la preservación y difusión de la historia de las matemáticas en Portugal y en otros países durante la década de 1940.

## Exilio
Entre 1942 y 1946 acompañó a su marido a Zúrich, donde él cursó estudios de doctorado. Pilar Ribeiro aprovechó para asistir a varios cursos de especialización en matemáticas en la Escuela Politécnica Federal de Zúrich. Cuando su marido dejó de recibir la beca portuguesa a la que tenía derecho, ella tuvo que trabajar para que él pudiera terminar su doctorado. Al mismo tiempo enviaba artículos a la Gazeta de Matemáticas sobre la enseñanza de esta materia en Suiza. De regreso a Portugal, la pareja luchó contra la posición que mantenía el Estado Nuevo frente a la ciencia y el pensamiento independiente. Esto obligó a algunos científicos a exiliarse. Pilar Ribeiro abandonó el país rumbo a Estados Unidos, donde impartió clases de matemáticas en la Universidad Estatal de Pensilvania. Más tarde se trasladó a Brasil y, junto con José da Silva Paulo, realizó la traducción al portugués de la obra clásica de David Hilbert, Grundlagen der Geometrie (Fundamentos de la geometría).
La pareja no regresó definitivamente a Portugal hasta que la Revolución de los Claveles derrocó al Estado Novo. De 1976 a 1980, Pilar Ribeiro fue profesora en la Universidad de Oporto y en su escuela de posgrado en Ciencias Biomédicas Abel Salazar.
Murió en Cascaes, Portugal, el 28 de marzo de 2011, unos meses antes de celebrar su centenario. 

## Legado
En enero de 2005 donó a la Biblioteca Nacional de Portugal el patrimonio de su marido, compuesto fundamentalmente por correspondencia de personalidades nacionales y extranjeras, incluido un núcleo de cartas familiares y algunos borradores de cartas enviadas. En el centenario de su nacimiento se emitió un sello postal portugués con su imagen.